# Карри, Эдмунд
Э́дмунд Сэ́мьюэл Ка́рри (англ. Edmund Samuel Currey; 28 июня 1868 — 12 марта 1920) — английский футболист, хавбек. Провёл два матча за национальную сборную Англии.

## Футбольная карьера
Уроженец Льюиса (графство Суссекс), Эдмунд окончил Чартерхаус, во время учёбы выступал за школьную футбольную команду. Впоследствии играл за футбольные клубы «Кэжуалз», «Уэстт Сарри Номадс», «Берджесс Хилл» и «Луис». С 1888 по 1890 год выступал за футбольную команду Оксфордского университета — «Оксфорд Юниверсити» (в 1890 году был капитаном команды). Также выступал за клубы «Олд Картузианс», «Льюис», «Сассекс Долфинс», «Сассекс Марлетс». С 1888 по 1891 год провёл 30 матчей и забил 25 голов за любительский клуб «Коринтиан».
15 марта 1890 года дебютировал за национальную сборную Англии в матче Домашнего чемпионата против сборной Уэльса на стадионе «Рейскорс Граунд» в Рексеме, в котором англичане одержали победу со счётом 3:1. Карри сделал «дубль» в этой игре. В следующем месяце провёл свой второй (и последний) матч за сборную Англии, выйдя на поле «Хэмпден Парк» в Глазго в матче против сборной Шотландии, который завершился вничью со счётом 1:1.
Также провёл два матча за футбольную сборную «Юга» Англии против сборной «Севера».

## Достижения
Сборная Англии
- Победитель Домашнего чемпионата Великобритании: 1890 (разделённая победа)

## Вне футбола
С 1895 года работал солиситором в Лондоне.
Умер в возрасте 53 лет от отравления барбиталом (возможно, совершил самоубийство).